# تام دارلینگ
تام دارلینگ (انگلیسی: Tom Darling؛ زادهٔ may ۴, ۱۹۵۸ (۶۶ سال)) ورزشکار روئینگ اهل ایالات متحده آمریکا است.
وی در مسابقات کشوری و بین‌المللی در مجموع برندهٔ ۱ مدال نقره شده‌است.